# Säperstelle

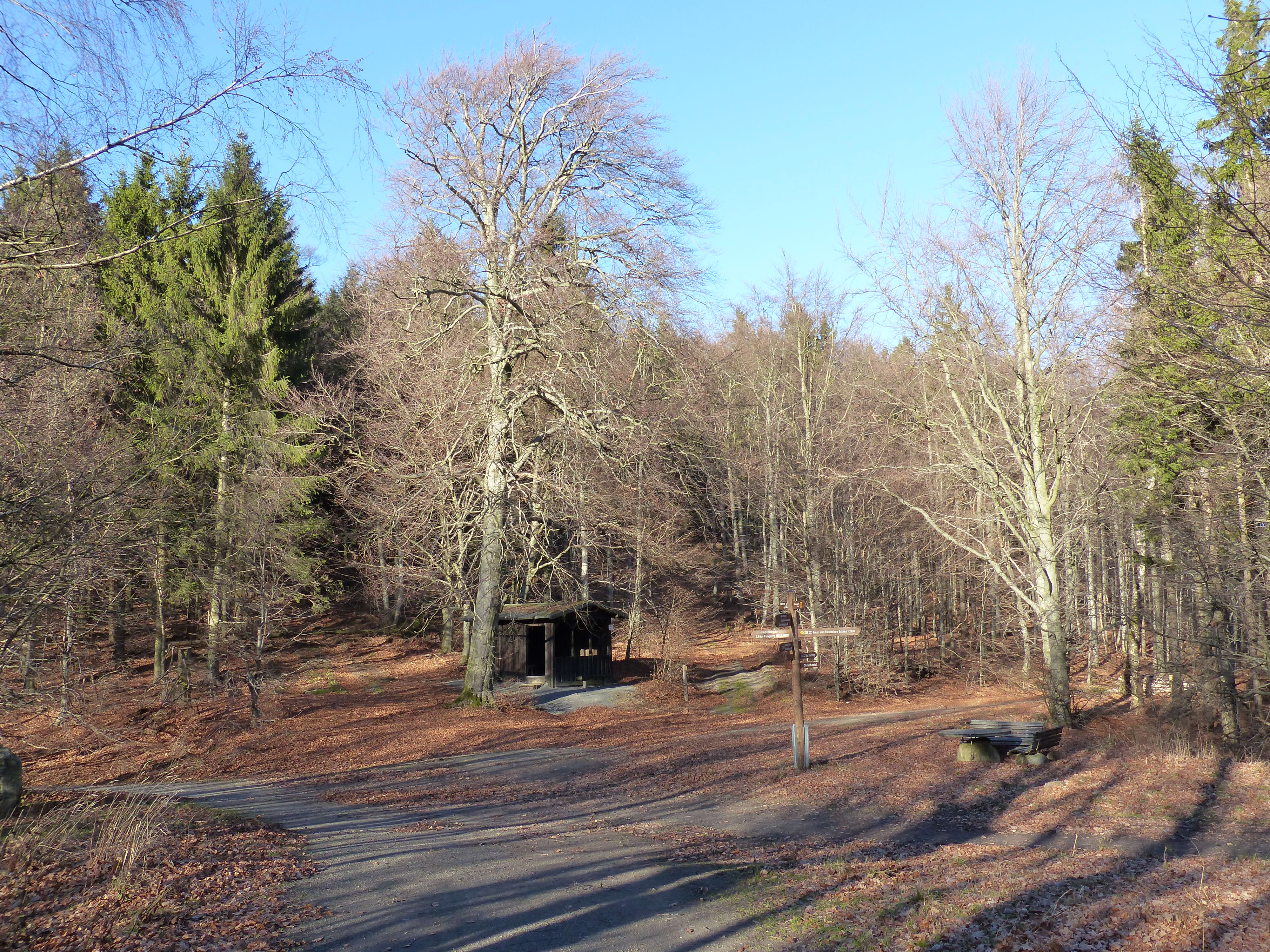
Säperstelle

Die Säperstelle ist eine bedeutende Wegkreuzung (491,8 m ü. NHN) am Sachsenberg (546 m) nahe Bad Harzburg im niedersächsischen Landkreis Goslar.
Als säpern wurde früher das Abschälen der Rinde vom Stamm bezeichnet; es ist gleichbedeutend Borkenreißen.
Unmittelbar südöstlich der Säperstelle steht der Sachsenbrunnen. Außerdem befindet sich an der Kreuzung ein Rastplatz mit der Bernhard Everling Hütte (Schutzhütte). Die Säperstelle war bis 2016 als Nr. 121 in das System der Stempelstellen der Harzer Wandernadel einbezogen.